# (469219) Kamoʻoalewa
(469219) Kamoʻoalewa (auch 2016 HO3 genannt) ist ein Asteroid, der am 27. April 2016 durch das bodengebundene Großteleskop Pan-STARRS 1 (Panoramic Survey Telescope And Rapid Response System) im Nationalpark Haleakalā in Hawaii entdeckt wurde. Er ist der wahrscheinlich stabilste Quasisatellit der Erde. Er ist ein Erdbahnkreuzer vom Apollo-Typ und umkreist die Sonne auf einer der Erdbahn sehr ähnlichen Umlaufbahn.

## Namensgebung
Der Name ist hawaiianischen Ursprungs und wurde folgendermaßen erklärt:

„Kamoʻoalewa alludes to a celestial object that is oscillating, like its path in the sky as viewed from the Earth. It is a name found in the Hawaiian chant Kumulipo.
He ʻāpana hōkūnaʻi i lele mai kona kino nui, he holo pū me ka honua a puni ka lā.“

Die Bekanntgabe der Namensgebung erfolgte am 6. April 2019.

## Umlaufbahn
Kamoʻoalewa benötigt 366 Tage für einen Umlauf um die Sonne, im Mittel ist er 1,0012 Astronomische Einheiten von der Sonne entfernt, was nahezu dem Abstand Erde–Sonne entspricht. Mit einer Exzentrizität von e = 0,103 ist die Bahn des Planetoiden elliptischer als der Erdorbit und 7,78 Grad gegenüber der Ekliptik der Erdbahnebene geneigt. Nach seiner Entdeckung ließ sich Kamoʻoalewa auf Aufnahmen vom 17. März 2004 identifizieren und so seine Umlaufbahn genauer berechnen. Im März 2025 lagen 330 Beobachtungen über 12 Oppositionen in einem Zeitraum von 21 Jahren vor.
Kamoʻoalewas maximale Entfernung von der Erde (Apogäum) beträgt das 100-fache der Entfernung Erde–Mond. Er kommt ihr nicht näher als 13,8 lunare Distanzen. In den kommenden 200 Jahren wird der Abstand beim Perigäum stets nicht weniger als 16 Millionen Kilometer betragen.

## Bahnentwicklung
Präzise Berechnungen deuten darauf hin, dass Kamoʻoalewa seit knapp einem Jahrhundert ein stabiler Quasisatellit der Erde ist und es auch für die nächsten Jahrhunderte bleiben wird.
Der Asteroid ist zwar nicht im Schwerefeld der Erde gefangen, seine Bahn wird von diesem aber stark beeinflusst. Kamoʻoalewa umkreist zwar vom Norden des Sonnensystems aus gesehen mit einer Umlaufzeit von einem Jahr und einem Tag die Sonne, von einem mit der Bahnbewegung der Erde mitbewegtem Bezugsystem aus betrachtet scheint er jedoch die Erde zu umkreisen.
Berechnungen haben gezeigt, dass Kamoʻoalewa seine instabile Umlaufbahn um die Erde ca. im Jahr 2341 verlassen und anschließend für die nächsten mindestens 1300 Jahre eine Hufeisenumlaufbahn annehmen wird. Eine Periode auf dieser Hufeisenumlaufbahn wird etwa 300 Jahre dauern.

## Entstehung
Kamoʻoalewa ist im Prinzip ein Asteroid vom Spektraltyp S, das heißt, er besteht aus Silikatgestein. Wissenschaftler um Benjamin N. L. Sharkey von der University of Arizona fanden jedoch eine für Asteroiden des inneren Sonnensystems ungewöhnliche Rötung im Spektrum des von Kamoʻoalewa reflektierten Lichts. Dies führte zur Vermutung, dass Kamoʻoalewa aus Material besteht, das einst bei einem Einschlag aus dem Erdmond herausgeschleudert wurde. Eine im Oktober 2023 erschienene Veröffentlichung unterstützt diese These. In der Zwischenzeit wurden konkrete Hinweise gefunden, welche auf den Giordano Bruno Krater als Ursprung hindeuten.

## Erforschung
Die Nationale Raumfahrtbehörde Chinas bereitet eine Sample return mission zu Kamoʻoalewa vor. Stand April 2022 soll die Sonde Tianwen-2 im Jahr 2025 mit einer Changzheng-3B-Rakete starten.
Während einer feierlichen Zeremonie in Peking am 18. April 2019 wurden chinesische Universitäten und Privatunternehmen sowie ausländische Forschungsinstitute dazu eingeladen, sich mit Nutzlasten an der Mission zu beteiligen. Es stehen 66,3 kg für acht wissenschaftliche Experimente mit definierten Anforderungen zur Verfügung, dazu noch 200 kg für frei wählbare Projekte.
Man geht davon aus, dass Kamoʻoalewa die Form eines Ellipsoids besitzt, mit einem Verhältnis von Länge zu Breite von weniger als 0,48. Die Nationale Raumfahrtbehörde Chinas nimmt an, dass die lange Achse des Asteroiden etwa 100 m misst, die kurze Achse etwa 40 m.
Auf einem derartigen Asteroiden können Regolith-Partikel in der Größenordnung von einigen Millimetern bis zu einigen Zentimetern existieren.
Dies wird durch Aufnahmen von Hayabusa, Hayabusa 2 und OSIRIS-REx bestätigt, die zeigen, dass Asteroiden mit einem Durchmesser von weniger als 1 km überwiegend mit Felsbrocken und Geröll bedeckt sind (während die Oberfläche größerer Asteroiden meist aus feinkörnigem Regolith besteht). Zur Vorbereitung für die Mission stellten Zhang Xiaojing (张晓静) und ihre Kollegen vom Qian-Xuesen-Labor für Weltraumtechnologie ein Regolith-Imitat mit einer Korngröße vom Mikrometer-Bereich bis zu einigen dutzend Zentimetern her, mit dem die optische Navigation der Sonde bei der Landung sowie der Probenentnahme-Mechanismus getestet werden können.